# Kölner Borte

Kölner Borte mit Kreuzigungsszene

Kölner Borte ist die Bezeichnung für gewebte und zum Teil reich bestickte textile Bandgewebe aus kostbaren Materialien von etwa 10 bis 15 cm Breite. Sie wurden in Köln zwischen dem 13. und 16. Jahrhundert hergestellt.
Sie weisen komplexe figürliche Darstellungen im Zusammenhang mit Texten auf, ein Tatbestand, der für die mittelalterliche Paramentik ungewöhnlich ist. Die Borten wurden vor allem als Verzierungen auf liturgische Gewänder appliziert. Sie haben häufig einen thematischen Bezug zu Stiftern, zur Stadtgeschichte, und sie visualisieren ebenso die christliche Legendenbildung im mittelalterlichen Köln. Die Bandgewebe wurden aus Halbseide und Wolle hergestellt, sind unterschiedlich kostbar bestickt und waren bis zur Reformation ein Exportschlager der Kölner Textilwirtschaft. Hergestellt wurden sie – nach heutigem Wissen – vor allem in den Frauenklöstern und Beginenkonventen, vermutlich aber auch von den Frauenzünften Kölns. Die Kölner Borten sind durch ihre Verbreitung zum Synonym der spätmittelalterlichen Kölner Textilproduktion geworden.
In erster Line dienten die Borten als Schmuck liturgischer Textilien, vor allem an Kaseln, Dalmatiken und Pluvialen, hatten aber vermutlich privat im reichen Kölner Bürgertum ebenso ihren Platz. Die Borten wurden gelegentlich mit Texten, den Namen Jesu oder Mariens sowie mit Figuren der Kölner Heiligenverehrung versehen. Die Verwendung von Texten bzw. Worten als Einbindung in die ästhetische Gestaltung der Schmuckformen auf Paramenten des Mittelalters ist bisher nur an den Kölner Borten bekannt. Mitunter wurden die Borten auch mit Stifterwappen versehen, was wertvolle Rückschlüsse auf Auftraggeber, Stiftungsanlässe und soziale Bezüge zulässt.
Kölner Bortengewebe wurden in ganz Europa gehandelt, was ihre textil-, kultur-, wirtschafts- und kunstgeschichtliche Bedeutung für Köln zeigt. Und bis heute erfahren die Borten eine große Wertschätzung. So werden sie auch heute noch nach Verschleiß des Trägerstoffes z. B. liturgischer Gewänder, immer wieder auf neue Stoffe und Gewänder aufgenäht. Dadurch sind etliche Kölner Borten erhalten geblieben. Diese Wiederbenutzung kann bei der Datierung zwar zu erheblichen Schwierigkeiten führen, jedoch hat sich hauptsächlich durch diese Praxis bis heute eine große Anzahl der Borten erhalten.
In fast allen historischen Kirchenschätzen und Museen der Welt finden sich Kölner Borten. Ebenso sind in nahezu allen bekannten Textilsammlungen bis heute erhaltene Stücke oder Fragmente von Borten erhalten, auch in nicht öffentlich bekannten Sammlungen in Kölner Pfarrgemeinden und im Rheinland. Das Museum Schnütgen in Köln besitzt die umfangreichste Sammlung der Bandgewebe, kleinere Sammlungen befinden sich im Diözesanmuseum in Köln und im Museum für angewandte Kunst in Köln. Trotzdem sind sie bislang nur unzureichend erforscht. So ist es spätestens seit den 1930er Jahren ein Forschungsdesiderat, die erhaltenen Kölner Borten wissenschaftlich zu inventarisieren und als eine Objektgruppe textiler Kunst abzubilden.

## Forschungsprojekt Kölner Borten
Seit dem Frühjahr 2007 wird am Institut für Textilgestaltung und Textilwissenschaft der Universität zu Köln in Zusammenarbeit mit dem Institut für historische Textilien (Köln) an einem Corpus der Kölner Borten unter Leitung von Marita Bombek, Gudrun Sporbeck und Thomas Blisniewski gearbeitet. Dieses Projekt wird bis 2009 den Bestand an Kölner Borten erfassen, der sich im Gebiet der Stadt Köln befindet.